# 表彰

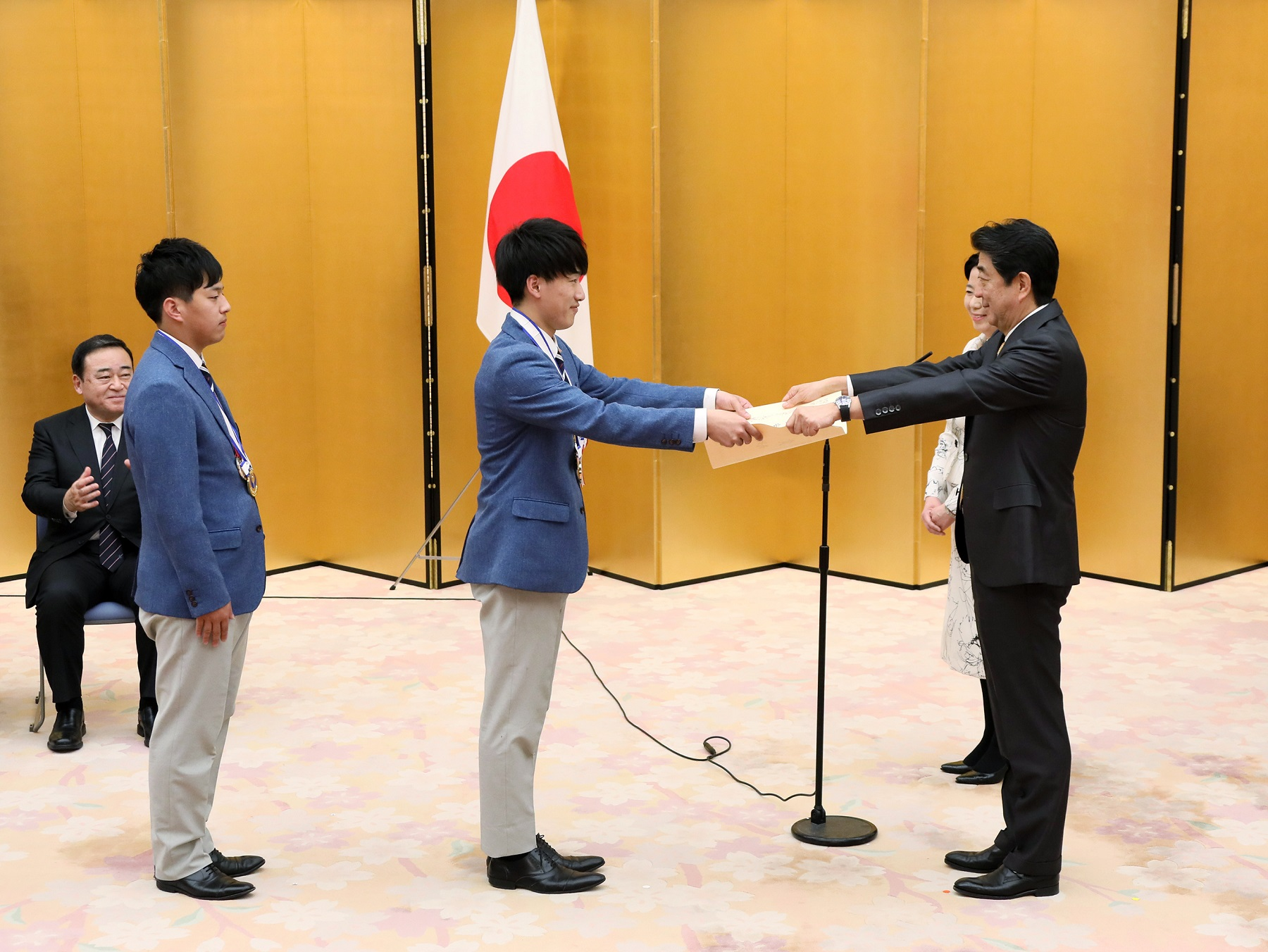
第8回ものづくり日本大賞（内閣総理大臣賞、2020年）の表彰式。

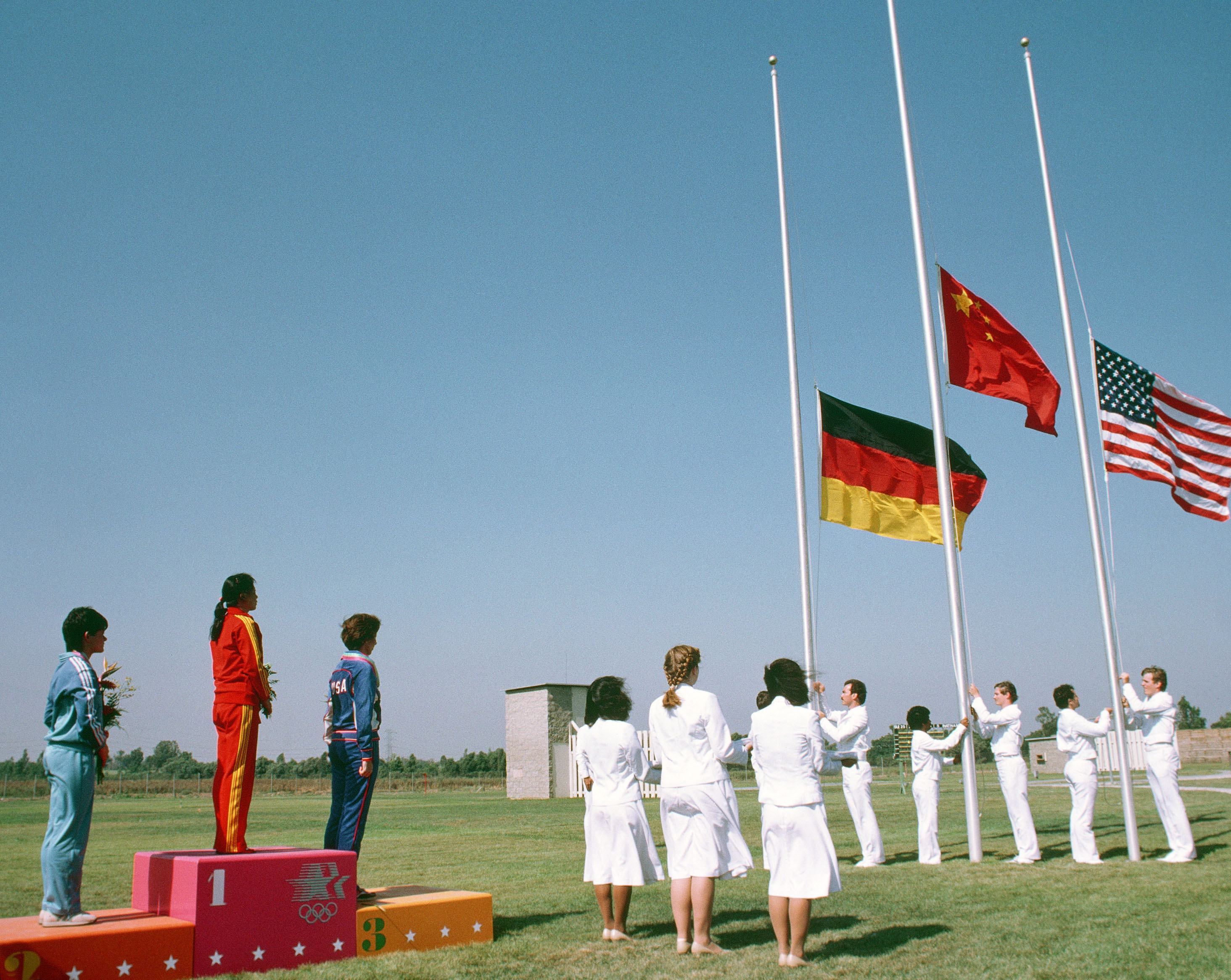
1984年ロサンゼルスオリンピック ライフル競技の表彰式（メダル授与式）。3位までが所属する国の国旗が掲揚され、1位の国（中国）の国歌が演奏される。

表彰（ひょうしょう、commendation）とは、善行・功労・成果などを表に彰にする（公に明らかにする）とともに、被表彰者の功績及び実績に対して褒め称えることをいう。広義の意味では国家が功労者に対して位階、勲等、爵位、勲章、褒章などを授与する栄典も含めるが、社会的には栄典と表彰とは明確に区別されている。主な表彰を授与する主体としては、国及び地方公共団体、企業、公益法人、学会などである。類似語として顕彰、褒章などがある。また、賞は表彰の1種である。

## 表彰の種類

### 概説
実際に表彰が行われる主な例としては、救助や献血など特定の善行に対する表彰、社会的な活動に対する功労に対する表彰、著作・美術品・詩歌などのうち優秀な作品及び作者への表彰、或いはコンクールやコンテスト、コンペ、オリンピック、パラリンピックその他の大会での入賞などがあり、表彰の方法としては、表彰式（授賞式など）において表彰機関が被表彰者を直接表彰するのではなく、下部機関ないし外部機関に表彰状の授与を代行させる場合、表彰式ではなく伝達式というのが一般的である。
表彰は基本的に表彰状（または賞状、賞詞、顕彰状、褒状など）の授与或いは感謝状を贈呈することにより行われる。表彰によっては杯、表彰旗・優勝旗、優勝冠または月桂冠、チャンピオンベルト、表彰楯、竿頭綬または表彰綬、賞牌、記章（栄章（表彰記章）または記念章）または称号（名誉学位、爵位、タイトルを含む）、記念品、副賞、賞金（懸賞金、など）などが授与されるものもある（戦前の日本軍では感状などの授与も行われた）。

### 広義の類型化
広義には具体的な表彰の種類としては、次の通り、類型化できる。
- 公益増進に対する国及び都道府県、市町村・公益法人などによる表彰
- 学術・芸術などの業績や成果に対する表彰
- 企業・団体による、その企業・団体の目指す目標達成及び利益増進に対する表彰

### 狭義の類型化
また、狭義には次の通り、類型化できる。
- 特別表彰 特別に表彰事由がある場合に応じて行う表彰。
- 議員表彰 国会や地方議会が議員に対して行う表彰。永年在職議員表彰など。記念章が贈られる場合もある。
- 職員表彰 国や都道府県など自治体やその他企業が職員に対して行う表彰。
- 勤続表彰 勤続年数により表彰する。永年勤続表彰（褒彰）、永年在職表彰などとも。記念章や年功章が贈られる場合もある。
- 功績表彰 功績を賞する表彰。功績章が授与される場合もある。
- 功労表彰 功労に対する表彰。国、都道府県、市町村、その他、自衛隊、警察、海上保安庁などの他、消防団では功労章を授与される場合もある。
- 優良表彰 勤務成績等が優良なることを賞する表彰 優良従業員表彰など。優良章を授与する場合もある。
- 優秀表彰 優秀な事例、実績がある場合に行う表彰。優秀事例表彰、教育実践優秀表彰など。
- 業績表彰 学術や職務上において業績著しい場合に行う表彰。
- 学術表彰 学術分野における表彰。文化顕彰などがある。
- 善行表彰 善行ある場合に行う表彰。自衛隊、消防団や公益法人などでは善行章が授与される場合もある。
- 奨励表彰 何らかの行動を奨励する目的で行う表彰。
- 家族表彰 家族に対する表彰。感謝状の場合が多い。
- 青少年表彰 周囲の模範となる善行や成績、成果がある青少年に対して行われる表彰。

## 履歴における賞罰の表記
履歴書における賞罰欄への記入
求人への応募に際して提出する履歴書では、表記事項として賞罰欄のあるものもある。現在では賞罰を記さない場合も多いが、特に賞罰を記す必要がある場合、表彰や賞については、主に公の表彰や賞について、国や都道府県など代表的なものを表記するのが通例である。懲戒処分や刑罰なども率直に表記しなければ虚偽とされるように、受けた表彰も率直に表記した方がよいとされる。
表彰とは、本稿冒頭にもあるように多種多様な種類がある。表彰と賞の違いに代表されるように、その名称により表彰を受けた場合の正確な表記も微妙に異なる。以下に、表彰の種類とそれぞれの相違点を比較しながら概説したい。
表彰と賞、顕彰の相違点
通常、表彰とは社会的に評価される行為或いは活動、特定の集団または組織において能力や実績、労苦に対して激励するとともに周囲の模範として知らしめる意味を持つ。顕彰とは、故人の偉勲や遺功をたたえるため、後進の人々が称えること、あるいは殉職者に対する表彰など、通常の表彰よりも重い意味を持つ場合に用いられることが多い。生存者に対しても顕彰と用いることもある。賞とは、主にコンテスト、コンクール、コンペなど競技の伴う大会や行事において、優秀な成績を挙げた者に授与されるのが一般的であるが、その他の表彰と明確な区別がなく混同されて使用されることも少なくない。
相違については、必ずしも明確な区分がない場合も多いが、公的機関の表彰の場合、例えば内閣総理大臣表彰と内閣総理大臣賞が同一でないように、表記は厳密に区別される場合もある。
表彰状と褒状・顕彰状、賞状・感謝状の相違点
章記は表彰記章等の伴う表彰を授与・贈呈をする際に書状のこと（栄典では、叙位には位記、叙勲には勲記、褒章受章には褒章の記が授与される）。
学位記とは、本来、学位を授与する証書のことであるが、表彰では名誉学位の贈呈の際に贈られる書状のこと。
称号記は称号の伴う表彰をする際に授与・贈呈をする際に授与される書状のこと。
表彰状は公的機関や企業・法人が職員や社員など部内関係者の労苦や功績・実績を讃える場合に授与される書状のこと。
褒状及び顕彰状、褒彰状は、表彰状と同義であるが、殉職者や他界した功労者の遺業を表彰する場合、特に功績が顕著な場合に用いる書状のこと。
賞状は、主に大会やコンクール、コンテストなど、優秀者への賞が設定されている場合にこれらの賞を獲得した者に対して授与・贈呈される書状のこと。賞状ではなく、賞としてのみ表記する場合もある。
感謝状は、主に特定の責務のない市民や部外者の善意ある協力に対し、その労苦や貢献に謝意を示す場合に用いるのが通例である。
証書は表彰の内容及び実施を証明する書面のことである。主な例として軍隊や消防など組織において授与される善行章や精勤章に付随して交付される善行証書、精勤証書などがある。
感状は、武勇を賞する書状。主に平安時代以降の武士の武勲に対する評価として恩賞の一環として授与されるようになり、戦前の軍人に対する褒賞としても授与された。今日では一般的な用例はない。
官途状は南北朝時代から江戸時代にかけて、主君が勲功ある家臣に与えた非公式な官職名の授与を証する書状。恩賞の一環として授与された。明治時代以降は公式なものとしては発給されていない。
- 表彰を授ける場合の表記
  - 授与：主に公的機関や企業・法人などの部内表彰などを行う際に用いる。
  - 授賞：賞を授けること。あまり用いられない。
  - 贈呈：主に部外表彰に用いる表現。部外の協力者や市民に対し感謝状などを以って表彰する際に用いる。特に任務や報酬による善行ではなく、部外からの善意による協力者などに用いるのが通例といえる。

- 表彰を受けた場合の表記
  - 受位：位階を受けること。学位を取得した場合にも用例がある。
  - 受勲：勲位・勲等を受けること。
  - 受段：段位を受けること。
  - 受級：等級を受けること。
  - 受爵：爵位を受けること。
  - 受階：受位と同義であるが、主に軍人や公務員の階級を受ける場合、キリスト教などで聖職者が叙階された場合に用いられる。
  - 受章：勲章、褒章・記章及び章記の授与を伴う表彰を受けること。
  - 受彰：顕彰・褒彰・表彰及び顕彰状、褒彰状・表彰状を受けること。
  - 受賞：賞及び褒状・賞状などを受けること。
  - 受称：称号及び称号記を受けること。
  - 受償：報償等を受けること。
  - 受号：称号を受けること（授与する団体により受号という場合もある）。
  - 受杯：杯の伴う表彰を受けること（優勝・準優勝など適当な表現がある場合はそれらを用いる）。
  - 優勝：大会等で1位になり、優勝すること（2位は準優勝等）。
  - 入賞：大会等で3位等の順位を獲得すること。
  - 入選：佳作など一定の成果を上げること。
  - 獲得：グランプリ等の成果を上げて、タイトル等を獲得すること。
  - 防衛：獲得しているタイトルを賭けたタイトルマッチで防衛を果たすこと。
  - 拝受：その他、適当な表現がなく謙譲して呼称する場合。
  - 受領：その他、適当な表現がない場合など。
  - 取得：資格などに使うだけであまり用例はないが稀に用いる。

※表彰を受け、賞歴を記す場合の表記には主に以上のようなものがある。表彰の性格により表現に大きな相違はあるが、謙譲語としていずれの表彰の場合にも拝受と記すこともある。但し、スポーツや芸術の優劣を競う大会やコンテスト・コンクールなど成績によって獲得する賞に対しては拝受という表現は用いない。
感謝状など、いずれにも該当しない場合、贈呈と記す例もあるが、受ける側の表現として適当ではなく、拝受・受領と記すのが一般的といえる。
- 表彰に準じる成果を記す場合
  - ノミネート：アカデミー賞のように受賞者の候補として指名されること。また、受賞しなかった場合、ノミネートを実績として記す場合が多い。
  - 順位：競技などの都道府県大会、全国大会、国際大会等に出場し、表彰に至らなかったものの、一定の順位を獲得した場合、その順位を実績として表記する場合が多い。入賞と表記する場合と順位のみ表記する場合とがある。
  - 出場：競技などの都道府県大会、全国大会、国際大会等に出場し、表彰獲得に至らなかった場合の実績として記す場合が多い。
- その他、表彰に関係する概念・用語
  - 表彰機関：表彰資格を審査し授与する機関のこと。
  - 表彰権者：表彰機関において表彰に相応しいか適格性を審査し、授与する立場。選考や審査には第三者を介在させる場合も多い。
  - 表彰規則：表彰規程など様々な名称があるが、表彰について定めた規則のこと。国際機関・国・公共機関・法人・団体等で定める。
  - 表彰制度：一定の功労・功績・善行・成果に対し表彰を授与する制度。
  - 表彰者：表彰権者に同じ。
  - 被表彰者：表彰を受ける者。表彰の性格により功労者・受章者・受彰者・受賞者・表彰選手などと称することもある。
  - 表彰審査：表彰の要件に該当し、被表彰者として適格であるかを審査すること。
  - 表彰申請：特定の表彰要件に該当する者する者がこれを申請すること。主に自薦が可能な場合に行う。自動車の優良ドライバーなどにみられる。
  - 表彰推薦：表彰に適格である者を第三者、上司や監督者、所属機関・外部機関が推薦すること。
  - 表彰式：表彰を授与するために開催される式典。授賞式・表彰会などという名目での開催もあれば、特定の行事に表彰の実施が組み込まれている場合もある。
  - 表彰台：大会等で優勝以下3位までの入賞者が表彰式において上がることができる台。
  - 授与：内部の職員や職務上の成績を評価された部内者など表彰する場合、表彰を授けることを授与という。
  - 贈呈：部外者や民間協力者など任意の協力による功績をたたえる場合、表彰を授けることを贈呈という。
  - 伝達：表彰機関が多忙ないし一人で表彰の授与を行うには人数が膨大となる場合、他の行政機関に依頼して被表彰者に表彰を伝達することがある（例えば国による表彰の伝達を都道府県ないし市町村が行うことがある）。

## 表彰要件
表彰を授与する要件とは、表彰の趣旨、表彰機関の規定に基づくのが通例といえる。概ね、表彰に該当する人物の功績調書や推薦書・推薦状（部内者・職員の場合は内申書とも）を表彰機関担当部署ないし、推薦機関・推薦者が上申し、審査がなされその機関の長の決裁または会議の議決に基づいて、受彰者が決定されることが通例といえる。
公共分野・産業分野・スポーツ・芸術・芸能その他の文化などの分野では、その成果または貢献度をもって成否を決するのが一般的な表彰要件である。
概ね、具体的な成果とその程度を測る場合もあれば、職位や年数を換算したり、活動歴などにより表彰するきわめて事務的な審査もある。推薦には自薦と他薦があるが、多くは他薦である。

## 国の表彰（日本の例）
三権の長の表彰は★、認証官は☆、国家公務員たる公共機関の長の表彰は◎、地方公務員たる公共機関の長の表彰は〇

### 国会の表彰
- ★衆議院議長表彰
- ★参議院議長表彰

### 政府の表彰
- ★内閣総理大臣表彰（国民栄誉賞、内閣総理大臣顕彰など）

#### 国務大臣表彰
国務大臣の表彰
- ☆外務大臣表彰
- ☆財務大臣表彰（納税表彰）
- ☆厚生労働大臣表彰（卓越技能章）
- ☆総務大臣表彰（防災まちづくり大賞）
- ☆法務大臣表彰
- ☆文部科学大臣表彰（芸術選奨, 科学技術賞）
- ☆経済産業大臣表彰
- ☆防衛大臣表彰（永年勤続者表彰など）
- ☆環境大臣表彰
- ☆国土交通大臣表彰（優良自動車運送事業者表彰など）
- ☆農林水産大臣表彰
- ☆内閣官房長官表彰
- ☆国家公安委員会委員長表彰

#### 国務大臣表彰に準ずる表彰
- ☆副大臣表彰
- ☆大臣政務官表彰
- ◎事務次官表彰

#### 長官表彰
- ◎国税庁長官表彰（納税表彰など）
- ◎金融庁長官表彰
- ◎中小企業庁長官表彰
- ◎警察庁長官表彰（警察勲功章、警察協力章、優良運転者など）
- ◎海上保安庁長官表彰
- ◎消防庁長官表彰
- ◎文化庁長官表彰
- ☆宮内庁長官表彰
- ◎特許庁長官表彰
- ◎資源エネルギー庁長官表彰
- ◎気象庁長官表彰
- ◎林野庁長官表彰
- ◎水産庁長官表彰
- ◎観光庁長官表彰

#### その他
- ☆人事院総裁表彰（人事官のこと）
- ☆会計検査院院長表彰（検査官のこと）
- ☆検事総長表彰
- ◎官房長表彰
- ◎局長表彰
- ◎海上保安部長表彰
- ◎海上保安部次長表彰
- ◎国土地理院院長表彰
- ◎陸上自衛隊・海上自衛隊・航空自衛隊幕僚長表彰
- ◎方面総監・地方総監表彰
- ◎自衛隊地方協力本部表彰（即応予備自衛官及び予備自衛官の永年勤続者表彰など）
- ◎師団長表彰
- ◎連隊長表彰
- ◎大隊長表彰
- ◎中隊長表彰
- ◎小隊長表彰
- ◎区隊長表彰

#### 署長表彰
- ◎税務署長表彰
- ◎海上保安官署長表彰
- ◎労働基準監督署長表彰
- ◎森林管理署長表彰

### 裁判所の表彰
- ★最高裁判所長官表彰
- ☆高等裁判所長官表彰
- ◎地方裁判所所長表彰
- ◎家庭裁判所所長表彰

### 特別の機関
- ◎日本学士院賞
- ◎恩賜賞 （日本学士院）
- ◎日本学士院エジンバラ公賞
- ◎日本学士院学術奨励賞
- ◎日本芸術院賞
- ◎恩賜賞 （日本芸術院）

### 独立行政法人の表彰
- 理事長表彰

### 国立大学法人の表彰
- 総長表彰 東京大学・京都大学・北海道大学・東北大学・名古屋大学・大阪大学・九州大学
- 学長表彰 その他国立大学

### 認可法人の表彰
- 日本銀行総裁表彰
- 日本赤十字社社長表彰
- 理事長表彰
- 大日本農会表彰
- 日本水難救済会表彰
- 日本善行会表彰
- 交通安全協会表彰
- 済生会高松宮表彰
- 小さな親切表彰

## 地方公共団体の表彰（日本の例）

### 知事表彰
- 〇都道府県知事表彰

### その他の表彰
- 〇副知事表彰
- 〇出納長表彰
- 〇教育長表彰
- 〇都道府県議会議長表彰

### 総監表彰
- ◎警視総監表彰
- 〇消防総監表彰

### 都道府県部長・課長表彰
- 〇都道府県部長表彰
- 〇都道府県課長表彰
- ◎道府県警察本部長表彰
- ◎警視庁・道府県警察本部部長表彰
- ◎警視庁警察本部方面本部長表彰

### 市町村表彰
- 〇市町村長表彰
- 〇教育長表彰
- 〇消防長表彰
- 〇市町村議会議長表彰

### 署長表彰
- ◎〇警察署長表彰
- 〇消防署長表彰

### 団長表彰
- 〇消防団長表彰
- 〇水防団長表彰
- 〇海防団長表彰

### その他の表彰
- 〇公立大学法人大学学長表彰
- 〇地方独立行政法人理事長表彰
- 〇公益財団法人ロータリー米山記念奨学会米山功労者表彰
- 〇緑の募金表彰
- 〇共同募金表彰